# Högalids församling

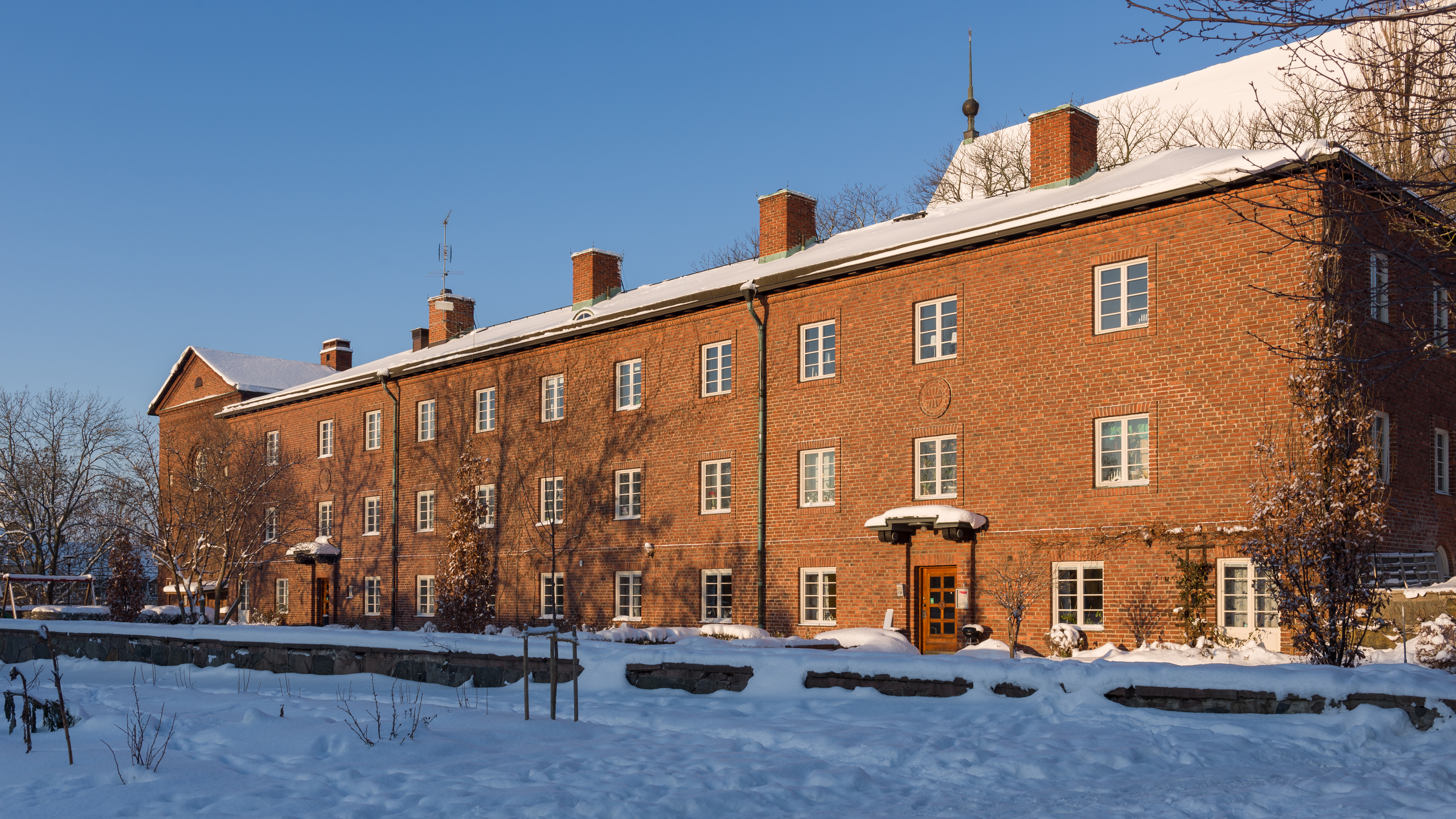
Högalids församlingshus uppfört efter församlingsdelningen 1925. Ivar Tengbom (som ritade kyrkan) deltog i planeringen men detaljplaneringen övertogs av David Dahl.

Högalids församling är en församling i Södermalms kontrakt i Stockholms stift. Församlingen ligger på Södermalm i Stockholms kommun i Stockholms län och utgör ett eget pastorat.

## Administrativ historik
Församlingen bildades den 1 januari 1925 genom en utbrytning ur Maria Magdalena församling.
Församlingen var till 1 maj 1925 annexförsamling i pastoratet Maria Magdalena och Högalid för att därefter utgöra ett eget pastorat.

## Areal
Högalids församling omfattade den 1 januari 1976 en areal av 3,6 kvadratkilometer, varav 2,6 kvadratkilometer land.

## Kyrkoherdar
| Ämbetstid | Namn             | Levnadstid | Övrigt |
| --------- | ---------------- | ---------- | ------ |
| 1925–1928 | Nils Uno Nilsson | 1882–1928  |        |
| 1931–1955 | Bertil Mogård    | 1892–1970  |        |

### Förste komministrar
| Ämbetstid | Namn                        | Levnadstid | Övrigt |
| --------- | --------------------------- | ---------- | ------ |
| 1926–     | William Augustinus Malmberg | 1894–      |        |

### Andre komministrar
| Ämbetstid | Namn                 | Levnadstid | Övrigt |
| --------- | -------------------- | ---------- | ------ |
| 1926–     | Hjalmar Pontus Alner | 1878–1952  |        |

## Organister
Lista över organister.
| Ämbetstid | Namn        | Levnadstid | Övrigt    |
| --------- | ----------- | ---------- | --------- |
| 1953-1964 | Abel Westin | 1899-1975  | Organist. |

## Kyrkor
- Högalidskyrkan
- Sjukhuskyrkan på Södersjukhuset